# El recurso del método
El recurso del método è un film del 1978 diretto da Miguel Littín.